# Juiaparus mexicanus
Juiaparus mexicanus är en skalbaggsart som först beskrevs av Thomson 1860.  Juiaparus mexicanus ingår i släktet Juiaparus och familjen långhorningar.
Artens utbredningsområde är:
- Belize.
- Honduras.
- Nicaragua.

Inga underarter finns listade i Catalogue of Life.